# 趙光 (足球運動員)
趙光（朝鮮文：조광；英文：Jo Kwang；1994年8月5日—），朝鮮足球運動員，朝鮮國家少年足球隊、朝鮮國家青年足球隊及朝鮮國家足球隊隊員。現在效力於朝鮮足球聯賽球會小白水體育團。

## 簡歷
趙光在2013年正式入選朝鮮國家足球隊參加泰王盃賽事，並在對泰國國家足球隊射進一球，最後雙方互相打平比賽並共同奪得泰王盃季軍，但此比賽不獲國際足協承認為國際A級賽事。2014年，對伊拉克國家足球隊中首次正選上陣，其比賽最後以0比2落敗。
此前，曾代表朝鮮國家少年足球隊參加2010年亞足聯U16少年錦標賽，更協助朝鮮奪得首個亞足聯U16少年錦標賽冠軍，其後參加了2011年U17世界盃足球賽，對墨西哥國家少年足球隊中射進一球，但最後仍是落敗並在分組賽出局。之後，代表了朝鮮國家青年足球隊參加2012年濰坊杯足球賽，在決賽對西班牙球會維拉利爾中負給對方而獲得亞軍，及後又參加了2012北京現代國際青年足球邀請賽，以一和兩負而獲得殿軍，後來又參加2012年亞洲U19青年足球錦標賽，但未能在分組賽成功出線。
另外，他入選了朝鮮國家奧運足球隊參加2013年東亞運動會足球比賽，但沒有上陣，而朝鮮國家奧運足球隊在該屆第一次獲得金牌，同時這場比賽是最後一屆東亞運動會足球比賽，也是最後一次金牌。之後，代表朝鮮參加2013年亞足聯U22錦標賽，在分組賽對敘利亞國家奧運足球隊中負給對方，及後對阿聯國家奧運足球隊中與對方平手，沒能成功晉級半準決賽。後來，代表朝鮮參加2014年亞洲運動會足球比賽，而朝鮮國家奧運足球隊在該屆首次進入四強，在金牌戰加時賽被韓國國家奧運足球隊絕殺，獲得銀牌。2016年再代表朝鮮參加2016年亞足聯U23錦標賽，在分組賽對沙特阿拉伯國家奧運足球隊和泰國國家奧運足球隊中先後打平對方，以得失球差晉級半準決賽，及後在半準決賽對卡塔爾國家奧運足球隊中於加時賽負給對方，沒能成功晉級準決賽。

## 國際賽進球
朝鮮U-23
| # | 日期          | 場地     | 對手       | 進球 | 比數 | 比賽                        |
| - | ------------- | -------- | ---------- | ---- | ---- | --------------------------- |
| 1 | 2014年1月11日 | 阿曼錫卜 | 葉門       | 1–0  | 3–1  | 2013年亞足聯U22錦標賽       |
| 2 | 2014年1月11日 | 阿曼錫卜 | 葉門       | 3–1  | 3–1  | 2013年亞足聯U22錦標賽       |
| 3 | 2014年9月26日 | 韓國安山 | 印度尼西亞 | 2–0  | 4–1  | 2014年亞洲運動會足球比賽    |
| 4 | 2015年3月29日 | 泰國曼谷 | 柬埔寨     | 0–3  | 1–4  | 2016年亞足聯U23錦標賽資格賽 |

朝鮮U-20
| # | 日期          | 場地         | 對手 | 進球 | 比數 | 比賽                            |
| - | ------------- | ------------ | ---- | ---- | ---- | ------------------------------- |
| 1 | 2011年11月2日 | 越南胡志明市 |      | 1–0  | 2–0  | 2012年亞足聯U19青年錦標賽資格賽 |
| 2 | 2012年9月9日  | 中國秦皇島   | 法國 | 3–1  | 3–1  | 2012北京現代國際青年足球邀請賽  |
| 3 | 2012年9月11日 | 中國秦皇島   | 中國 | 1–1  | 1–1  | 2012北京現代國際青年足球邀請賽  |

朝鮮U-17
| #  | 日期           | 場地           | 對手   | 進球 | 比數 | 比賽                            |
| -- | -------------- | -------------- | ------ | ---- | ---- | ------------------------------- |
| 1  | 2009年10月9日  | 泰國曼谷       | 越南   | 0–1  | 1–2  | 2010年亞足聯U16少年錦標賽資格賽 |
| 2  | 2009年10月12日 | 泰國曼谷       | 緬甸   | 1–0  | 5–1  | 2010年亞足聯U16少年錦標賽資格賽 |
| 3  | 2009年10月12日 | 泰國曼谷       | 緬甸   | 5–1  | 5–1  | 2010年亞足聯U16少年錦標賽資格賽 |
| 4  | 2009年10月14日 | 泰國曼谷       |        | 1–1  | 1–2  | 2010年亞足聯U16少年錦標賽資格賽 |
| 5  | 2009年10月14日 | 泰國曼谷       |        | 1–2  | 1–2  | 2010年亞足聯U16少年錦標賽資格賽 |
| 6  | 2009年10月19日 | 泰國曼谷       | 柬埔寨 | 0–2  | 0–5  | 2010年亞足聯U16少年錦標賽資格賽 |
| 7  | 2009年10月19日 | 泰國曼谷       | 柬埔寨 | 0–3  | 0–5  | 2010年亞足聯U16少年錦標賽資格賽 |
| 8  | 2010年11月1日  | 烏茲別克塔什干 | 约旦   | 1–0  | 4–0  | 2010年亞足聯U16少年錦標賽       |
| 9  | 2010年11月1日  | 烏茲別克塔什干 | 约旦   | 2–0  | 4–0  | 2010年亞足聯U16少年錦標賽       |
| 10 | 2010年11月1日  | 烏茲別克塔什干 | 约旦   | 4–0  | 4–0  | 2010年亞足聯U16少年錦標賽       |
| 11 | 2010年11月7日  | 烏茲別克塔什干 |        | 0–2  | 0–2  | 2010年亞足聯U16少年錦標賽       |
| 12 | 2011年6月18日  | 墨西哥莫雷利亞 | 墨西哥 | 0–1  | 3–1  | 2011年U17世界盃足球賽           |

## 榮譽

### 國家隊
朝鮮U-23
- 東亞運動會足球比賽金牌：2013年；

朝鮮U-17
- 亞足聯U16少年錦標賽冠軍：2010年；

## 連結
- 趙光 (足球運動員)在National-Football-Teams.com的資料